# Ivanje (Bojnik)
Pour les articles homonymes, voir Ivanje.
Ivanje (en serbe cyrillique : Ивање) est un village de Serbie situé dans la municipalité de Bojnik, district de Jablanica. Au recensement de 2011, il comptait 36 habitants.

## Démographie
| 1948 | 1953 | 1961 | 1971 | 1981 | 1991 | 2002 | 2011 |
| ---- | ---- | ---- | ---- | ---- | ---- | ---- | ---- |
| 520  | 544  | 513  | 322  | 187  | 105  | 88   | 36   |

|  |